# 劉亞男
劉亞男（1980年9月29日—），遼寧大連人，中國女子排球運動員，司職副攻手。
劉亞男身高1米86，體重73公斤，特點是技術全面，發揮穩定，跑位靈活，擅打“背飛”、“背快”，攔網出色。早年曾經打過二傳和接應二傳，這也鍛煉了她全面的技術，曾隨隊獲得2001年世界大冠軍盃、2003年世界杯及2004年雅典奧運會冠軍。

## 個人三大賽榮譽
| 年份   | 世界大賽 (主辦國)                  |
| ------ | ---------------------------------- |
| 2002年 | 第14屆世界女排錦標賽殿軍 ( 德國)   |
| 2003年 | 第9屆世界盃冠軍 ( 日本)            |
| 2004年 | 雅典奧運會冠軍 ( 希臘)             |
| 2006年 | 第15屆世界女排錦標賽第五名 ( 日本) |
| 2008年 | 北京奧運會季軍 ( 中國)             |